# M.J.
José A. Matos Negrón, más conocido por su nombre artístico M.J., es un cantante, productor, compositor e ingeniero de sonido puertorriqueño. Reconocido por su álbum debut Mi sentimiento, publicado en 2008, y por su sencillo promocional «He venido».

## Biografía
M.J comenzó su carrera musical en 2006. Trabajó en varios estudios de grabación, como Air Wave Studio y JM Records, brindando su conocimiento en las consolas. Sus primeros pasos fue como afiliado de DJ Negro, y para octubre de 2006, ya había grabado su primer sencillo «Dile». La canción fue incluida en Los Benjamins: La Continuación. Debido a esto, se unió al roster de Machete Music al año siguiente, presentando su álbum debut.
M.J fue influenciado por su padre, músico del Ballet Folclórico y maestro de cuatro y guitarra, desarrolla desde niño su talento a través de la percusión menor y batería. M.J, cuyo nombre es José Antonio Matos Negrón, vivió 5 años de su infancia en Pensilvania donde participó de la sinfónica de su escuela. 
A sus 12 años regresó a Puerto Rico donde continúo sus estudios intermedios mientras participaba de los grupos de música y coros.
Al graduarse de escuela superior, fue admitido en la Escuela de Arquitectura de la Universidad de Puerto Rico, Recinto de Río Piedras. No obstante, tras estudiar un año, decidió transferirse al Colegio de Cinematografía, Artes y Televisión (CCAT) en donde obtuvo su diploma como ingeniero de sonido.
M.J ha trabajado con los mejores cantantes, productores y músicos de la industria. Es reconocido también por su capacidad para diseñar y construir cuartos de sonido controlado.

## Discografía
- 2009: Mi Sentimiento
- 2010: Mi Sentimiento Limite Edition
- 2012: CONEXIONMJ
- 2014: Mi Trayectoria
- 2016: Pa'Que Baile